# Kalocsa
Kalocsa (németül: Kollotschau, latinul: Colocen, horvátul: Kaloča, Kalača, szerbül: Калоча) város Bács-Kiskun vármegyében, a Kalocsai járás székhelye a Duna mellett. A vármegye nyugati oldalán fekszik, nagy területű körzet központja egészségügyi, oktatási, kulturális és gazdasági téren is. 5318 hektáros kiterjedésével a megye és a Dél-Alföld legkisebb közigazgatási területű városa.
Jelentős történelmi múltra tekint vissza Kalocsa, hiszen a honfoglalás óta város, István király óta a magyarság egyik kiemelkedő kulturális központja. A város egyike a négy magyarországi római katolikus érseki székhelynek, az államalapítás óta a magyar katolicizmus második központja. Híres iskolaváros, a 18. századtól meginduló oktatás az egyik legkiválóbb iskolai központtá tette a várost országos szinten.
Kalocsa Budapesttől 120 km-re délre, Kecskeméttől 70 km-re délnyugatra, Szekszárdtól pedig 30 km-re északkeletre, a Duna partjától pár km-re keletre található. Észak–déli irányban halad át az 51-es számú főút, mely összeköttetést biztosít a fővárossal és Bajával, valamint itt találkoznak az 5106-os, az 5301-es és az 5308-as országutak is. Emellett fontos megemlíteni, hogy Kalocsától északnyugatra, a város rendelkezik saját repülőtérrel is.
A város egy erősen mezőgazdasági orientációjú régió központja. A 20. század elején Kalocsa a magyar paprikaipar egyik központjaként Szeged mellé kapaszkodott fel, valamint jelenleg is a világ egyik legnagyobb paprikatermő területe. A régió további fontos termékei a bor, a különféle gyümölcsök, a len, a kender illetve a gabona, ugyanakkor jelentős halászattal is bír. Az utóbbi időkben a város egyre inkább turisztikai célponttá vált, különösen a rövid távú dunai hajóutak számára. Ezt szem előtt tartva 2002-ben termálfürdőt is nyitottak a településen.
Legnevezetesebb épületei közé tartozik a kalocsai főszékesegyház (orgonáján gyakran játszott Liszt Ferenc), az érseki palota és a csillagászati obszervatórium, emellett jelentős értékeket őriz a város nagy belvárosa, a hozzá tartozó kikötő és több puszta is. A palotában a könyvtár mellett különösen figyelemre méltó Patachich-terem, az oratórium és a mennyezetfreskó. Az egykori püspöki park ma már látogatható, és számos dendrológiai ritkaságot tartalmaz. A város emellett a papok és tanárok szemináriumainak ad otthont.

## Nevének eredete
Kalocsát eredetileg Colocsa (ejtsd: Koloksza) néven illették: a colosa lápos területet jelent és Kalocsa területe a Duna mocsaras árterén feküdt. A török időkben a helytelen fordítások következtében Kalokia néven emlegették. Így alakult ki a város mai neve az 1750-es évekre.

## Fekvése, földrajza, leírása
Kalocsa Budapesttől mintegy 120 kilométerre délre, az Alföld Kalocsai-Sárköz nevű kistáján Bács-Kiskun vármegye nyugati részén, a Duna bal partja közelében helyezkedik el. A várost a folyó egyik mellékága, a Vajas két részre osztja. Mivel a Duna öt kilométerre folyik a városközponttól, területére jellemző a szétterültség. Kalocsa a vármegye legsűrűbben lakott települése, legmagasabb pontja 94 méter. A belváros észak–déli irányban hosszúkás, a Vajas menti dombon fekszik, nyugat–keleti irányban beszorított. Az Európai Uniós norma szerint a Dél-Alföldi régióban helyezkedik el; turisztikai szempontból a Dél-Alföld turisztikai régióban fekszik.
Kalocsa a Solti-síkság déli részén elterülő Kalocsai Sárköz, az egykori Kalocsai kistérség és a mai Kalocsai járás központja, a Duna–Tisza köze legrégebbi városa. A történeti korok településeinek régészeti emlékei egyaránt megtalálhatók a városban és a környező településeken. A területén talált legrégebbi leletek 300 körüli kelta település nyomait idézik.
A Solti-síkság déli részén elterülő Kalocsai Sárköz természetes központja. Egykori járási székhely. Vonzáskörzetébe 19 település tartozik. Területe 53,18 km², ebből 11 km² belterület. Lakóinak száma 18 110. A város lakásállománya 7543. A belterületi utak hossza 109 km. A városban vezetékes ivóvíz-, szennyvízcsatorna- és földgázhálózat működik. Az ivóvízhálózatba 5282 lakást, a szennyvízcsatorna-hálózatba pedig 4992 lakást kapcsoltak be. A vezetékes gázt használó háztartások száma 6310. (2003-as adatok)
A város a Duna menti fűszerpaprika-termesztés, -feldolgozás és -nemesítés központja. A hagyományos malom- és sütőipar az 1960-as évek elejétől elektromos világítótestek, építőipari kisgépek és villamosipari gépek gyártásával, valamint bútorgyártással, műanyag- és textilfeldolgozással bővült. Közel 250 éve jelentős iskolaváros, jelenleg a 2004-ben alapított Tomori Pál Főiskola, négy középfokú oktatási intézmény, négy általános iskola és egy speciális általános iskola, valamint egy alapfokú művészeti intézmény működik a városban. Kalocsa az ezeréves Kalocsai Érsekség (1993 óta Kalocsa-Kecskeméti főegyházmegye) székhelye.

### Megközelítése
A városon keresztülhalad észak–déli irányban az 51-es főút, ez a legfontosabb közúti elérési útvonala. A szomszédos települések közül Foktővel és északnyugati szomszédaival az 5106-os, Öregcsertővel és Kiskőrössel az 5301-es, Szakmárral az 5308-as, Miskével és azon keresztül Jánoshalma-Mélykút térségével az 5312-es út köti össze; északi elkerülő útja az 5122-es út, amely 2024-ben a Tomori Pál hídon keresztül Paksig vezető 512-es főút részévé vált.
A hazai vasútvonalak közül a várost a Budapest–Kelebia-vasútvonalról Kiskőrösön kiágazó szárnyvonala, a Kiskőrös–Kalocsa-vasútvonal érinti, ám ezen a vonalon 2007. március 4-én megszűnt a személyszállítás. Kalocsa vasútállomást érintően tervezték korábban kiépíteni a Dunapataj–Kalocsa–Baja-vasútvonalat is, ám ez soha nem valósult meg.

## Története
Kalocsa körülbelül egyidős a magyar állammal. A honfoglalás után Árpád fejedelem szálláshelye volt, egyes kutatások azt igazolják, hogy Gézáig ez a település volt a fejedelmek székhelye. Később az uralkodói központ Fehérvárba és Esztergomba költözött, de első felkent királyunk számára Kalocsa továbbra is fontos maradt. Ennek bizonyítéka, hogy az elsők között hozott itt létre magyar püspökséget és a közeli Halom dombján királyi kúria is volt. Az első egyházfő Asztrik volt, aki a szent koronát hozta Istvánnak. A nemes feladat véghezvitele után az egyházmegye érseki rangra emelkedett, ezzel Esztergommal azonos, nagy hatalmú érsekséggé vált, természetesen tiszteletben tartva, hogy a magyar egyház központja az előbbi városban van. 
Az egyházmegye fejlődésével párhuzamosan Kalocsa is az ország egyik vezető városává nőtte ki magát. Felépült az első székesegyház és a növekvő állam hódításain létrehozott új egyházmegyék is Kalocsa érseki tartományához kerültek, így tovább gyarapítva a helyi metropolita hatalmát és tekintélyét. A város a korabeli Fejér vármegye területén feküdt, ez volt az egyetlen egyházi központ, mely nem volt egy külön megye központja is, ennek ellenére a 12. századtól a kalocsai érsekek Bács és Bodrog vármegye állandó ispánjai lettek. Szent László király az érsekség központját megosztotta, és Bács várába költözött az érsek is. Eleinte ez a már helyi szinten nagyvárosnak számító Kalocsának nagyobb fejlődésbeli gondokat is okozott, de Könyves Kálmán király idejére visszaköltözött a káptalan és az egyházfő is inkább itt tartózkodott, amelynek eredményeképp felépült a második kalocsai székesegyház. Az új épületet ereklyék és a legmodernebb korabeli építészeti bravúrok tették híressé.
A későbbi érsekek közül Csák Ugrin (érsek 1219 és 1241 között) a tatárok ellen harcolt, Tomori Pál pedig 1526-ban a magyar hadakat vezette a mohácsi csatában. Mindketten elestek a harcmezőn.
A törökök 1529. augusztus 15-én foglalták el Kalocsát, és teljes egészében lerombolták a várost. A lakók elmenekültek, Kalocsa veszített jelentőségéből. 1602. november elején a Buda ostromáról elvonuló törökök nyomába küldött császári és magyar csapatok, Pogrányi Benedek naszádosai, Nádasdy Ferenc dunáninneni főkapitány és Thurzó György nádor lovassága a Duna mentén dél felé vonulva betörtek Kalocsára is, kirabolták és fölégették a várost. Ezután (1602-ben) csak az érseki palotát állították helyre. A törökök 1686. október 13-án hagyták el a várost, és felégették a várát. A török utáni időkben lassan fejlődött.
Leírás a településről a 18. század végén: „KALOCSA: Érseki Város a’ Sólti járásban Pest Várm. földes Ura a’ Kalotsai Érsek, lakosai katolikusok, fekszik az úgy nevezett Sárközben, a’ Dúnához egy kis órányira, Hajóshoz 2, Nádudvarhoz 3, Bajához 5 mértföldnyire. Nevezetének eredetéröl külömbféle véllekedésben vagynak az Írók, bizonyosabb felőle az, hogy hajdan nevezetes meg erőssíttetett, népes, és elég jeles Város vala, melly díszét a’ hadak, az Ozmanok, és az időnek viszontagságai rongálták. Bél Mátyás, és Seiler le írták hajdani ékességeit, újjabb fényre kezdette hozni e’ Várost Nagy Méltóságú Gróf Csáky Érsek 1725dik esztendőben, a’ ki mind az Érseki kastélyt, mind pedig a’ Városnak Szentegyházát építtette, nevezetesen öregbíttette annak utánna, Hert. Batthyányi József, mostani Magyar Ország Primássa, az előtt vólt Kalocsai Érsek, a’ ki mind az említett Szentegyházat tökélletességére hajtotta, mind pedig tornyokkal, harangokkal, és orgonával fel ékesíttette. Több jó teteményei között Convictust állíta, sőt újj kastélyt is építtete itten, mellyet az után néhai Báró Patatics végeztetett el, és nevezetes kertel ékesítette. Jeles Könyvtárt is hagyott itten Hertzeg Batthyáni Ő Eminentziája, ’s külömbféle drága Templomi ékességeket, sőt Patikát is állíttatott fel. A’ Káptolanbéli Uraknak újjabb lakásait pedig Mélt. Patatits Érsek építtette, nyári mulató lakása az Érsekségnek Hajóson van, mellyet hasonló képen Hertzeg Batthyáni Ő Eminentziája építtetett. Valamint az említett Érsekek nevezetes jó téteményeik által öregbítették Kalocsa Várasát; úgy valóban példásan ki mutatta Fő Méltóságú G. Kollonich László ő Excellentziája is, mert az Érseki Kastélt újabban alkalmaztatta, a’ Hajósi nyári Kastélyt egy emelettel fellyebb vétette, más külömbféle jó téteményein kivűl pedig, a’ szerentsétlen 1796 esztendőbéli tűz által, meg károsíttatott Szentegyházat, és tornyokat, újonnan fel építtette; melly épűletre többet költött Ő Excellentziája 50 ezer forintnál. A’ Piáristáknak szép oskojajok vagyon itten; mellyet Primás Ő Eminentziája fundált. Lakosai a’ lent különősen termesztik, mellynek magvát el adyák, szállásaikat kint tartyák, és egy egy tagban több házakat is szemlélni, mellyekben víz árja, és nyári munka idejében, a’ lakosok tselédestől kin tartózkodnak, vasas nevezetű duna ér, a’ hely mellett foly el, határja terem tiszta búzát, zabot, árpát, kukoritzát, jó fekete, ’s néhol agyagos a’ földgye, lapossabb részén pedig széna sok terem, nádgya, szőleje van, de erdeje nints.” (Vályi András: Magyar országnak leírása, 1796–1799)

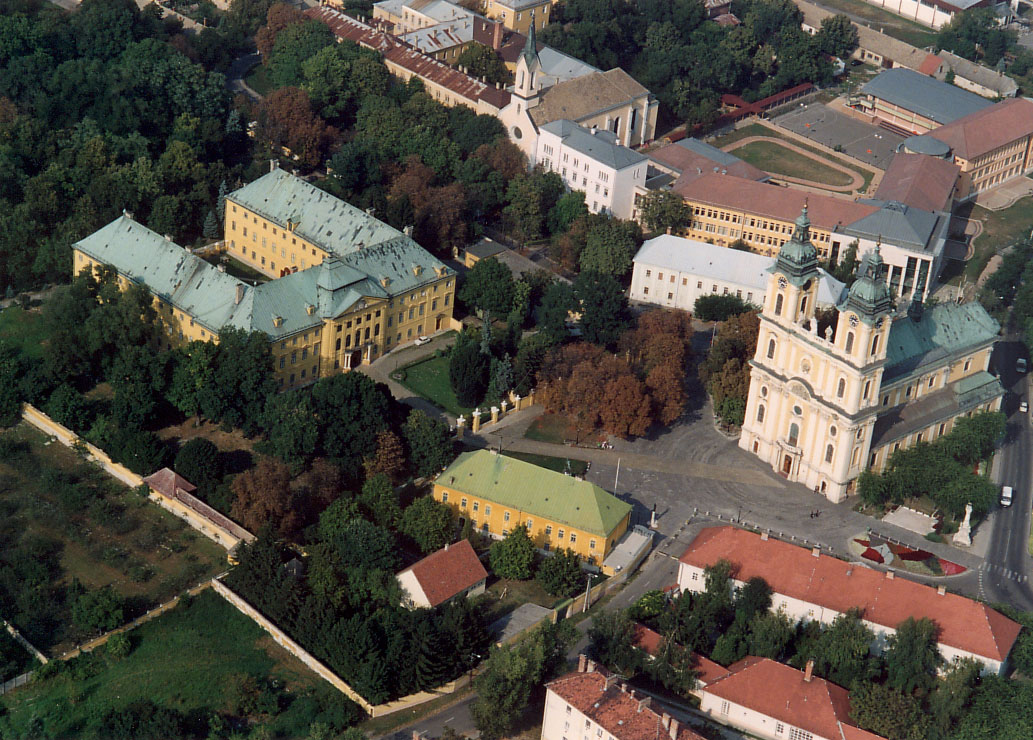
Légi felvétel: az érseki palota és a főszékesegyház

1875-ben nagy tűzvész pusztított, a vasútvonal pedig a fejlődés szempontjából későn, 1882-ben érte el a várost. Kalocsa az érsek földesúri uralma alatt álló mezőváros volt, 1871 után nagyközséggé alakult, majd 1921-től rendezett tanácsú város lett. Kulturális jelentőségét azonban az érsekeknek köszönhetően mindvégig megőrizte. Az ipari fejlődés az 1960-as években indult meg.
A Kalocsai Királyi Törvényszéki Fogházat (ma: Kalocsai Fegyház és Börtön) 1897-ben adták át rendeltetésének.

### A Belváros története

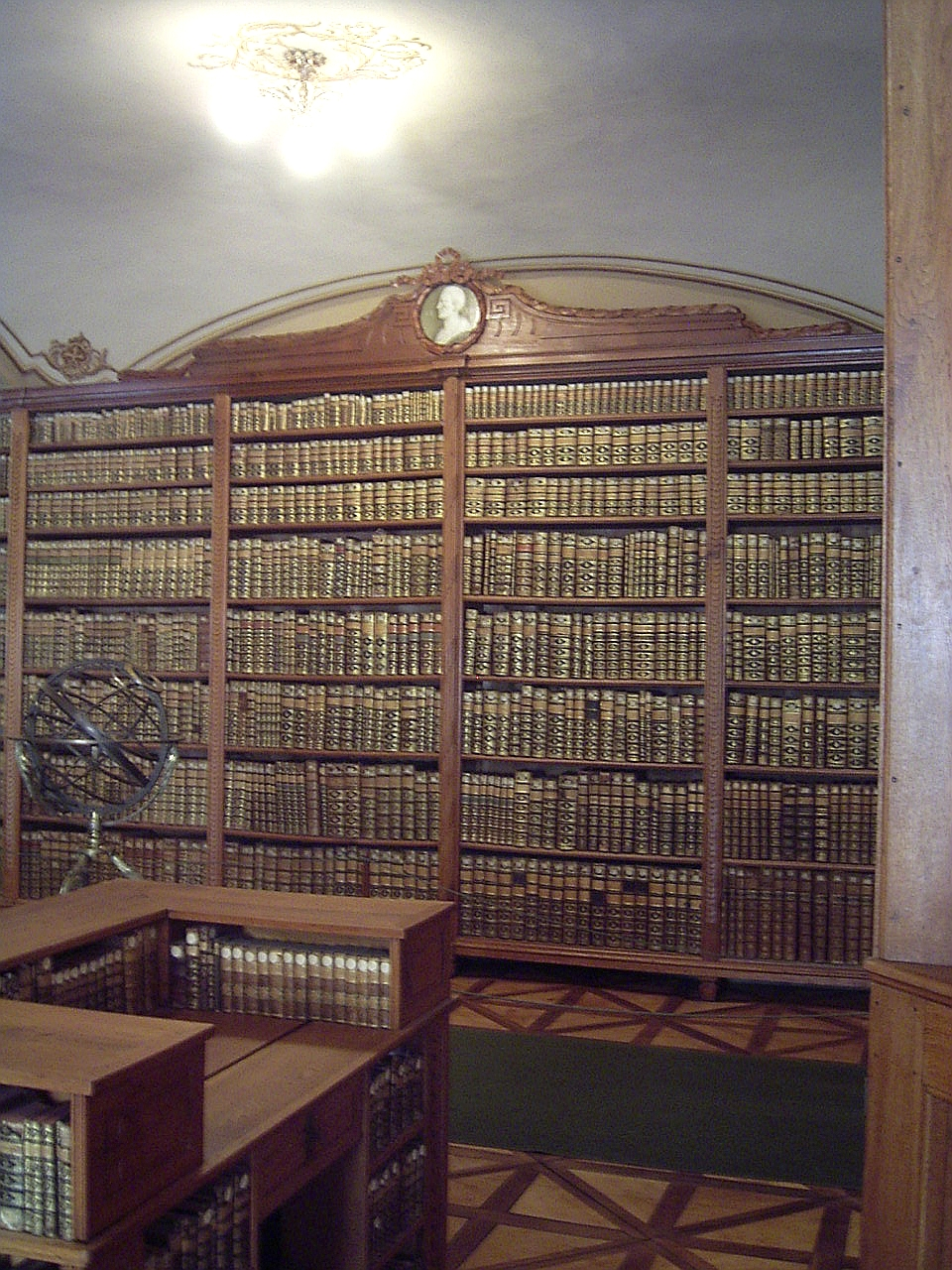
A püspöki palota könyvtára

Mikor megalapították a várost, csak a város alatti hosszúkás dombon kezdtek építkezni, mivel a területet mindkét oldaláról vízfolyás határolta, ezért csak a domb teteje nem volt mocsaras.
Az egyház egészen a mai belvárosi iskoláig épületeket birtokolt, ezeknek a központja lett a mai Fő tér. Itt volt a vár, a székesegyház, az iskolák stb. Ez volt az érseki központ, a város magja. A polgári lakosság az érsekség által diktált főúti tengely mentén építkezett tovább, ezért is olyan szűk és hosszú a mai belváros. Ennek a székhelye a mai sétálóutca területén fekvő tér lehetett.

### Történelmi városrészek
- Belváros
- Érseki központ
- Vajason túl
- Polgári város
- Újváros
- Kalocsa mai közigazgatási területén belül voltak ebben az időben Álcs, Bakháza, Bakold, Berkefölde, Éld, Pázma, Péterfölde és Piski falvak. (Lásd: Kalocsa történelmi városrészei.)

### Vajason túl
A Vajason túli városrész a Vajas csatornán (a belvároshoz képest) túl terült el. Ezt a városrészt nevezik ma Kertvárosnak.
Története a 11. században kezdődött, mikor a városvezetés bővíteni akarta Kalocsát.
A vezetés előtt két lehetőség állt:
- A megszokott hosszúkás, fő úti tengely mentén meghosszabbítani a várost
- Hidat építenek a Vajas csatornára és az erdőségek egy részének kivágásával új városrészt kialakítani.

Az előbbi mellett döntöttek. A török kor előtt már a város népessége elérte a 10 000 főt, ekkorra már égetően szükségessé vált az új városrész megépítése. Miután a törökök kivonultak a városból mindössze 150 ember lakott itt, így nem kellett felépíteni az új városrészt, egészen az 1800-as évek végéig, mikor is a város túllépte középkori határait, és a népesség megduplázódott.

## Önkormányzat és közigazgatás

### Városvezetők
| Polgármesterek 1921-1950 | Polgármesterek 1921-1950 | Polgármesterek 1921-1950                  | Polgármesterek 1921-1950 |
| ------------------------ | ------------------------ | ----------------------------------------- | ------------------------ |
| 1921–1932                | Antalffy Sándor          |                                           |                          |
| 1932–1934                | Dr. Mócsy István         | főjegyző, átmeneti alpolgármester         |                          |
| 1934–1944                | Dr. Farkas Géza          | volt városi rendőrkapitány                |                          |
| 1944–1944                | Dr. Lantay István        | volt megyei aljegyző                      |                          |
| 1944–1945                | Dr. Hazai Gyula          | helyettes-polgármester, volt főszolgabíró |                          |
| 1945–1946                | Baksa József             | volt kőműves legény                       |                          |
| 1946–1948                | Dr. Nagypál József       | helyettes polgármester                    |                          |
| 1948–1949                | Péter István             |                                           |                          |
| 1949–1949                | Istók Vince              |                                           |                          |
| 1949–1950                | Kácsor Mihály            |                                           |                          |
| Tanácselnökök 1950–1990  |                          |                                           |                          |
| 1950–1952                | Dániel Dezső             |                                           |                          |
| 1952–1956                | Búza Ernő                |                                           |                          |
| 1956–1959                | Tóth László              |                                           |                          |
| 1959–1969                | Kriston Ferenc           |                                           |                          |
| 1969–1983                | Dr. Geri István          |                                           |                          |
| 1983–1990                | Szalóki István           |                                           |                          |
| Polgármesterek 1990-től  |                          |                                           |                          |
| 1990–1994                | Török Gusztáv Andor      | SZDSZ                                     |                          |
| 1994–1998                | Török Gusztáv Andor      | SZDSZ                                     |                          |
| 1998–2002                | Török Gusztáv Andor      | SZDSZ                                     |                          |
| 2002–2006                | Török Gusztáv Andor      | SZDSZ                                     |                          |
| 2006–2010                | Török Gusztáv Andor      | SZDSZ                                     |                          |
| 2010–2014                | Török Ferenc             | Fidesz                                    |                          |
| 2014–2019                | Dr. Bálint József        | független                                 |                          |
| 2019–2024                | Dr. Filvig Géza          | Fidesz–KDNP–KJE                           |                          |
| 2024–                    | Bagó Zoltán              | Kalo Lokálpatrióta Egyesület              |                          |

## Népesség
2001-ben a város lakosságának 95%-a magyar, 3%-a cigány, 1%-a német és 1%-a egyéb nemzetiségűnek vallotta magát.
A 2011-es népszámlálás során a lakosok 85,2%-a magyarnak, 3,9% cigánynak, 1,8% németnek, 1% horvátnak mondta magát (14,5% nem nyilatkozott; a kettős identitások miatt a végösszeg nagyobb lehet 100%-nál). A vallási megoszlás a következő volt: római katolikus 50,1%, református 5,2%, evangélikus 0,8%, görögkatolikus 0,2%, felekezeten kívüli 14,5% (27,6% nem nyilatkozott).
2022-ben a lakosság 90,2%-a vallotta magát magyarnak, 2,8% cigánynak, 1,4% németnek, 0,7% horvátnak, 0,1-0,1% bolgárnak, szlováknak, szerbnek, románnak és lengyelnek, 2,2% egyéb, nem hazai nemzetiségűnek (9,6% nem nyilatkozott; a kettős identitások miatt a végösszeg nagyobb lehet 100%-nál). Vallásuk szerint 38% volt római katolikus, 5,3% református, 0,7% evangélikus, 0,3% görög katolikus, 0,1% ortodox, 1,5% egyéb keresztény, 1,6% egyéb katolikus, 12,8% felekezeten kívüli (39,6% nem válaszolt).

## Közlekedés

### Közút

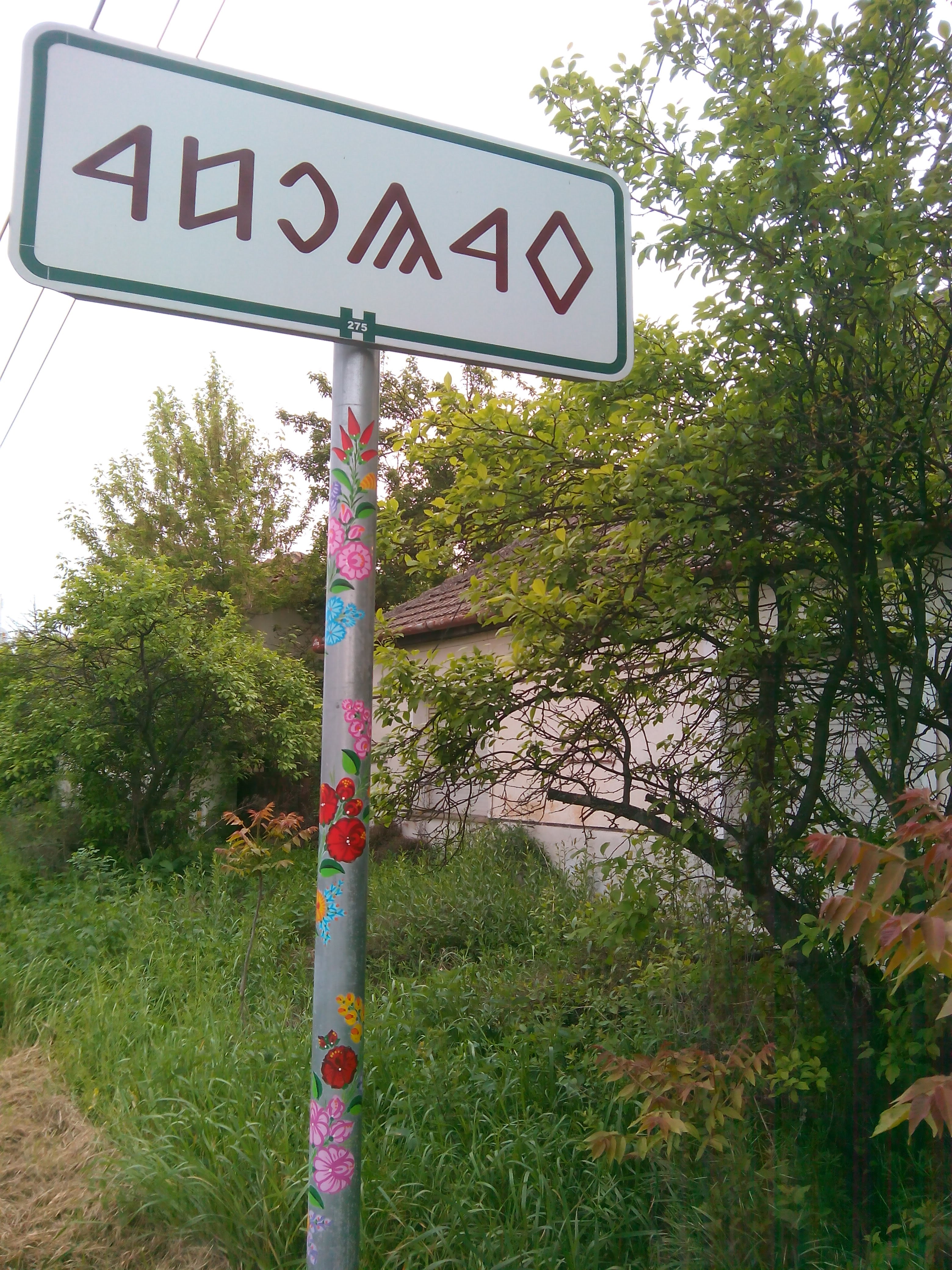
Rovásírásos helységnévtábla hímzésmotívumokkal

Budapest és Baja felől egyaránt az 51-es főúton érhető el, Kecskemét, Kiskőrös, illetve Kecel felől az 5301-es mellékúton lehet elérni, ezen két út kereszteződésében üzemel a város autóbusz-állomása.
Kalocsa és az M9-es autóút közötti közúti távolság 20 kilométer, az M8-as autópálya pedig 40 kilométer távolságra van tőle északra. A település közel azonos távolságra, mintegy 100 kilométerre van a szegedi regionális központtól, és ugyanennyire Dél-Dunántúl központjától, Pécstől. Budapesttől való közúti távolsága 120 km.
2024 júniusában Foktő és Gerjen között megnyitották a Kalocsát Pakssal (az M6-os autópályával) összekötő közúti Duna-hidat, azóta a Dunántúl irányából is könnyen elérhető, az 512-es főúton.

### Vasút
A várost 1883-ban érte el a vasút a Kiskőrös–Kalocsa-vasútvonal megépítésével. Felvetődött ugyan egy bizonyos Dunapataj–Kalocsa–Baja-vasútvonal, de ezt a tervet 1960-ban elvetették. A kalocsai vonalon 2007-ben megszűnt a személyforgalom a Közlekedési Minisztérium döntése következtében.
A vasúti kapcsolat a Budapest–Kelebia-vasútvonaleól leágazó mellékvonalon keresztül biztosított. A belterületen álló vasútállomástól mintegy hét kilométer iparvágány vezet a repülőtér és az ipari park környezetébe, így ennek a fejlesztési területnek közvetlen vasúti kiszolgálása is megoldott. A foktői növényolajgyár révén immáron a Duna-partig ér a vasúti sín. A gyár mellett továbbá teherhajó-kikötő is létesült, így teljes az ipari park infrastruktúrája.

### Légi közlekedés
A Kalocsai repülőtér a várostól 4 kilométerre, Uszód és Kalocsa közt fekszik. Kezdetben katonai repülőtérként üzemelt, a rendszerváltás óta polgári célra használják. Rendszeresen szerveznek repülőnapokat, időnként pedig gyorsulási versenyeket is. A város északnyugati részén három település közigazgatásában, és tulajdonában 2,5 km hosszúságú és 60 méter szélességű betonburkolatú repülőtér található. A repülőtér logisztikai elhelyezkedése lévén alkalmassá tehető nemzetközi tranzit forgalom lebonyolítására.

### Vízi közlekedés
A Kalocsa-Meszesi Duna-parton személyforgalmi kikötő üzemel. Sok külföldi turista árad a városba a meszesi kikötőnek köszönhetően. Kalocsa közelében, Foktőn teherhajó-kikötő létesült a növényolajgyárnak köszönhetően.

### Kerékpár
Kalocsán az országban az egyik legmagasabb az egy főre jutó, külön sávon haladó kerékpárutak métere. Az egész várost behálózza kerékpárút. Továbbá a környező településekre (Meszes, Bátya, Negyvenszállás) is elkülönített kerékpárúton juthatnak el a biciklisták. A meszesi Duna-partnál halad el az EuroVelo nemzetközi kerékpárút 6-os útja is, melyen észak felé indulva a franciaországi Nantes-ba, dél felé indulva pedig a romániai Konstancába jutunk, azaz a Fekete-tengertől az Atlanti-óceánig tekerhetünk nyolc országon keresztül.

## Látnivalók

### A belvárosban
- Nagyboldogasszony-főszékesegyház
- Érseki palota
- Nagyszeminárium
- Katona István-ház
- Hotel Kalocsa
- Szobrok a Szentháromság téren

### A főutcán (Szent István út)
- Járási Ügyészség (Kalocsa)
- Földhivatal (Kalocsa)
- Kisszeminárium
- Városi ápolónők háza
- Szent István Gimnáziumi tömb
- Jezsuita rendház
- Szent József-templom
- Városháza
- Kalocsai Fegyház és Börtön
- K&H Bank (kalocsai fiók)
- Piros Arany Szálló
- Otthon mozi, Kalocsai Színház
- Járásbíróság
- Bíróság
- Kalocsai Porcelán Manufaktúra

### Strand
Csajda Fürdő: A 35 °C-os, magas ásványi anyag tartalmú, nátrium-kloridos, bromidos, jodidos kémiai összetételű hévíz. Elsősorban mozgásszervi, ízületi betegségek kezelésére ajánlott. Mind az öt medencéje fedett.

## Szellemi élet

### Múzeumok
- Astriceum Érseki Múzeum[28]
- Magyar Fűszerpaprika Múzeum
- Népművészeti Tájház
- Schöffer Múzeum (a művész szülőházában)
- Városi Képzőművészeti Gyűjtemény
- Visky Károly Múzeum

### Könyvtárak
- Kalocsai Főszékesegyházi Könyvtár (260 000)
- Tomori Pál Városi és Főiskolai Könyvtár (150 000)
- Visky Károly Múzeumi Könyvtár (10 000)
- Gimnáziumi Könyvtár (50 000)

#### Levéltárak
- Kalocsai Főegyházmegyei Levéltár (50 000)
- Gimnáziumi levéltár (10 000)

### Kultúra

#### Kulturális intézmények
- Kalocsai Kortárs Művészeti Klub (Tomori u. 34.)
- Kalocsai Színház

#### Kulturális események
Kalocsa több neves kulturális eseménynek ad otthont, amelyek országhatárokat is átívelnek.
- Duna-menti Folklór Fesztivál
- Kék Madár Fesztivál
- Kalocsai Paprikafesztivál

#### Zene
- Kalocsai Kamarakórus
- Country Road Zenekar (Kalocsa)

### Oktatási intézmények
Kalocsa számos oktatási intézménnyel rendelkezik, melyeknek nagy többsége jelentős történelmi múltra tekint vissza. Országszerte elismert a város az oktatás magas színvonaláról, több híres tudóst és kutatót adott már a világnak.
A város minden hétköznap 5000 fővel lesz népesebb, hiszen a városban összesen 5000-6000 diák látogatja valamely oktatási intézményt. A városban megtalálható több általános és középiskola, valamint egy felsőoktatási intézmény. Ezek közül egy egyházi tulajdonban van.
Lásd még: Kalocsa oktatási intézményei

## Sportélete

### Birkózás
Kalocsa 2010-ben nyerte el a „Birkózás Városa” címet, amelyet Hegedűs Csaba a Birkózó Szövetség elnöke adott át az MBSZ Kalocsa számára.

### Kézilabda
A városban székel a KKC (Kalocsai Kézilabda Club), az NB II-es kézilabda klub.

### Kosárlabda
A Kalocsai Kosárlabda Egyesületet 1996. július 18-án alapították. Az egyesület kezdeti célja a sportág iránt érdeklődő, Kalocsa környéki fiatalok egységes csapattá szervezése, és felnőtt korosztályú bajnokságba való nevezése lett.
2011-ben immár utánpótlás csapatot is indított a klub, 2012-ben pedig női csapat is nevezve lett a Bács-Kiskun Megyei Bajnokságba.
Az egyesület mérkőzéseit a Kalocsai Sportcsarnokban rendezik, melynek a legrangosabb, kosárlabdával kapcsolatos eseménye mindmáig az USA egyetemi női válogatottjának és Magyarország utánpótlás válogatottjának összecsapása volt.
Érdekesség, hogy a csapatban megfordult a 81-szeres válogatott Hosszú István is.
A KKE 2013/14-es csapata:
- 4 Csamangó Csaba
- 5 Krizsán Viktor
- 6 Katus Zoltán
- 7 Zsubori Ákos
- 8 Vörös Balázs
- 9 Schmidt Rajmund
- 10 Juhász Ármin
- 11 Tóth Bence
- 12 András Norbert
- 13 Szabadi Szilveszter
- 15 Jakab Dömötör

Vezetőedző: Lakatos Péter

### Labdarúgás
1913. július 18-án a Ferencvárosi Torna Club alapszabályait követve alakult meg az első hivatalos labdarúgó egyesület Kalocsán, habár szervezett sportélet jóval előtte, bő negyven éve létezett már a térségben.
Az évek alatt gyakran keresztelték át az egyesületet. A kezdetekben Vass József Levente SK, Kalocsai SC, és Tanítóképző-Tomori SK néven futott, a felszabadulás után pedig Kalocsai Kinizsi, Kalocsai Spartacus SK, Honvéd Szamuely Tibor SE, Kalocsai VTSK és a Kalocsai SE voltak a hivatalos elnevezések. Jelenleg Kalocsai Futball Club néven ismert a csapat 1991 óta.
A csapat mérkőzéseit a Városi Sporttelepen, avagy a KSE pályán rendezik meg, amelyhez sok szép emlék fűződik. Ez adott otthont az egykori NB II-es Kalocsának, és az 1928-ban veretlenül bajnok csapatnak, de pályára léptek itt korosztályos labdarúgók is, többek között Détári Lajos. Az első nemzetközi találkozót 1936-ban rendezték, amikor is a Kalocsa, akkori nevén a KSC, az SK Slovan osztrák csapatot fogadta és győzte le 4:2 arányban.
Az egyesület által használt sportlétesítmény összterülete 50 052 m², melyen megtalálhatók a 600 m²-es összterületű öltözők, egy 105×62  m-es élőfüves fő pálya, valamint egy 100x60‑m-es edzőpálya. 2011-ben kezdődött el a műfüves pályák építése, amelyek mind a mai napig otthont adnak a városi kispályás bajnokságnak.
A Kalocsai FC 2013/14-es csapata:
1. Varga Sándor, 3. Halászi Milán, 4. Dénes Márk, 6. Balogh Tamás, 7. Dostyicza Dániel, 8. Nádasdi Gergely, 9. Keszthelyi Krisztián, 10. Vuits Viktor, 11. Vuits Attila, 13. Sára Dávid, 14. Kohány Gábor (C), 15. Nasz Balázs, 16. Márkus Kristóf, 18. Facskó Patrik, 20. Péter Csaba, 21. Pandúr Tamás, 22. Antóni Dávid, 23. Kohány Balázs, 24. Szalontai Tibor. Vezetőedző: Evanics Zoltán

## A város jelképei
Híres a kalocsai paprikafüzérről, és a népviseletéről

## Gazdaság

### Jelentős vállalatok
A 20. század elejétől híres fűszerpaprika-feldolgozásáról. A fűszerpaprika-nemesítés a világon elsőként 1917-ben Magyarországon, Kalocsán indult meg, itt létesült a világ első paprikakísérleti állomása. Népművészete (virágos pingálás, hímzés) és bortermelése is híres. 2002 óta termálfürdő működik a városban. A városban működik a Kalocsai Paprika Zrt., mely fűszerpaprika-őrleményt, savanyúságot, befőtteket és ételízesítőket gyárt.
A Karamell Sütő- és Édesipari Rt. kalocsai vállalat, amely híres volt a több évtizede speciális receptúra alapján készített ropiról, illetve a Diabette termékeiről, mely Magyarország piacvezető [forrás?] diabetikus márkája. Továbbá a Cherry Love konyakmeggyről, amely elnyerte a brüsszeli Világkiállítás nagydíját, még ma is ugyanazzal a klasszikus receptúrával a hagyományt őrizve készítenek minden Cherry Love konyakmeggyet. Sajnos 2012-ben a cég végelszámolás alá került.
A KALOplasztik Műanyag és Gumiipari Kft. elsősorban háttéripari beszállítóként műanyag- és gumitermékeket gyárt az ipar számára. Termékpalettája magában foglalja a gumitömítésektől (extrudált profilok) kezdve a gumiformacikkeken át a hőre lágyuló műanyagból gyártott termékeket. A hazai autógyártás kezdetekor beszállítóként elkötelezte magát a fejlett technikai- és munkamódszerek mellett. Egyre nagyobb volumenben beszállítója a Magyar Suzuki Zrt.-nek. Az itt szerzett tapasztalatokat hasznosítva megmérettette magát a nyugati autógyártók beszállítói között, és ma már az ADAM Opel AG-nek is első vonalbeli beszállítója, termékeit minden[forrás?] európai összeszerelő üzem felhasználja.
Az EMIKA Zrt. belsőtéri fémcsöves lámpatesteket, valamint személygépkocsi karosszéria elemeket állít elő.
A Kalo-Méh Trans Kft. fő tevékenységi köre a hulladék felvásárlása és kereskedelme, valamint a belföldi és nemzetközi áruszállítás. Telephelyeikre a lakosság, cégek, vállalkozások, illetve ők maguk saját járműveinkkel szállítják be hulladékot. Országszerte 10 telephellyel rendelkezik.

### Ipari park
A város északnyugati részén három település közigazgatásában található egy rendkívül jó adottságokkal rendelkező ipari park. A kiváló minőségű nyugati elkerülőútnak, valamint a teljesen felújított 51-es főútnak, továbbá az ipari parkot keresztül kiváló szelő helyi útnak köszönhetően adott a teherforgalom gyors áramlása, a helyi út mentén a teljes közművesítés megtörtént. Az ipari területen található egy volt katonai repülőtér, mely 2500×60 m-es betonozott kifutópályával rendelkezik. Ezentúl adott a felújított vasúti iparvágány, amelyen rendszeresen közlekednek tehervonatok. Az övezettől mindössze 4 kilométerre található egy dunai teherhajó-kikötő, amitől pár méterre van a vasúti sín vége. Kalocsa, mint oktatási központ, teherhajózható folyam partján fekvő, minden irányból kiváló utakkal körülvett (az 51-es főút Kalocsától délre eső részének felújítása 2015-re készül el), teljesen felújított iparvágánnyal, repülőtérrel rendelkező város kiváló befektetési célpont lehet egy-egy nagyvállalatnak. A város vonzáskörzetében rengeteg a kényszerű munkanélküli. A város főiskolája illetve szakközépiskolája lehetővé tenné saját szakemberek képzését. Az önkormányzat nagy kedvezményeket ad a városban letelepülő vállalatoknak. Tervbe vettek egy a Kalocsa környékén épülő közúti/vasúti hidat is, melyet a várakozások szerint néhány éven belül elkezdhetnek építeni.

### Beruházások
A kalocsai önkormányzat mindig is törekedett az európai uniós források legmegfelelőbb felhasználására. 2004 óta a város folyamatosan szépül, felújított utak, parkok, épületek, megújuló energia használat, közterület-fejlesztések és még sok más az infrastruktúrát fejlesztő beruházás zajlott le. A város jelentős turisztikai központ, erre épít a Kalocsa szíve program is, melynek köszönhetően az érseki belváros megújulása teljes lesz.

## Oktatás
A városban 5 általános iskola működik.
- Fényi Gyula Általános Iskola
- Eperföldi Általános Iskola
- Belvárosi Általános Iskola
- Nagyasszonyunk Katolikus Általános Iskola
- Nebuló Általános Iskola, Speciális Szakiskola, Készségfejlesztő Speciális Szakiskola

Számos középfokú- és szakmunkás iskola
- Szent István Gimnázium
- Nagyasszonyunk Katolikus Gimnázium
- Bajai SZC Dózsa György Technikum és Kollégium
- Bajai SZC Kossuth Zsuzsanna Technikum és Kollégium
- Nebuló Általános Iskola, Speciális Szakiskola, Készségfejlesztő Speciális Szakiskola

## Testvérvárosok
- Altino, Olaszország
- Betlehem, Palesztina[30]
- Karup, Dánia
- Kirchheim unter Teck, Németország
- Kúla, Szerbia[31]
- Sencsen, Kína
- Székelykeresztúr, Románia
- Totana, Spanyolország[32]
- Polyarnyye Zori, Oroszország (függőben)

## Ismert személyek

### Itt
- 1802: Vidats István az első magyar mezőgazdasági gépgyár alapítója
- 1814: Utassy Károly nemesi származású honvédőrnagy
- 1822: Szabó József geológus
- 1826: Daruváry Alajos dr. jogász, egy időben a királyi Kúria másodelnöke
- 1875: Bér Dezső, 1904-ig Behr magyar festő, grafikus, karikaturista és plakáttervező.
- 1878: Pilisi Lajos színész, haditudósító
- 1883: Sebestyén Arnold újságíró, lapkiadó
- 1886: Gábor Lajos a Kalocsai Népművészeti Ház alapítója
- 1887: Laurisin Lajos operaénekes
- 1889: Gáspár Antal festő, grafikus, karikaturista
- 1909: Ágoston Julián Imre ciszterci szerzetes, író, költő
- 1912: Schöffer Miklós szobrász, a kibernetikus művészet nagy alakja
- 1919: Prokop Péter katolikus pap, festőművész
- 1922: Barlay Gusztáv rendező, rádiórendező
- 1926: Solymos Ede néprajzkutató, a történelemtudományok (néprajz) kandidátusa
- 1927: Katus László történész
- 1929: Hanák Tibor újságíró, esszéíró, kritikus, tudósító, filozófus és filozófiatörténész, a filozófia doktora.
- 1933: Lelkes Dalma színésznő
- 1934: Hegyi Dolores klasszika-filológus, ókortörténész, egyetemi tanár
- 1935: Árvai Ferenc szobrász- és festőművész
- 1935: Salacz Magda művészettörténész, könyvtáros
- 1936: Békési Imre nyelvész
- 1940: Bakay Kornél régész
- 1940: Kovács Tibor régész, 1999 és 2010 között a Magyar Nemzeti Múzeum főigazgatója
- 1943: Csetényi Csaba labdarúgó, sportvezető
- 1946: Varga Géza politikus, agrárszakember
- 1947: Rigler Endre egyetemi tanár
- 1948: Prof. Dr. Mojzes Imre a Budapesti Műszaki Egyetem és a Debreceni Egyetem professzora
- 1952: Cziránku Sándor zenész gitáros (Gesarol, P. Mobil, Beatrice, Misszió, Gépfolklór, Ködkonda, Barbaro)
- 1954: Sánta Jolán operaénekes
- 1954: Dr. Kerekes Bálint állatorvos
- 1958: Török Ágnes bábművész
- 1960: Lakatos György fagottművész
- 1961: Mertz Tibor színész
- 1962: Fekete Gyula zeneszerző
- 1963: Csehi Tibor válogatott labdarúgó
- 1967: Alföldi Róbert színész, rendező
- 1967: Szvétek László operaénekes
- 1970: Baranyi Péter informatikus, az MTA doktora
- 1973: Petike Katalin válogatott labdarúgó
- 1984: Simon Márton költő
- 1985: Köteles Leander rockzenész
- 1991: Fodor Tamás (ifjabb) sakkozó, nemzetközi nagymester
- 1978: Cserenkó Gábor, író, könyvtáros, könyvszerkesztő
- 1985: Török „Töce” Tibor fotóművész (A-Mafosz, AFIAP)
- 1995: Geri Tamás színész, énekes
- 2004: Rostás Dorina énekesnő Buli Dorina)[33]

### Itt haltak meg
- 1811: Katona István történetíró
- 1839: Bajzik János kalocsai prépost, kanonok
- 1866: Klauzál Gábor politikus, az első felelős magyar kormány minisztere
- 1927: Fényi Gyula csillagász
- 1989: Raffai Sarolta József Attila-díjas író, költő, pedagógus, országgyűlési képviselő

### Itt éltek, élnek
- Itt tanult 1933–1942 között Müller Antal római katolikus pap, későbbi érseki tanácsos; itt is szentelték fel 1942-ben.

## Szakirodalom
- Békési Imre: Arcok a gyerekkorból. 2009. Bába Kiadó, Szeged
- Pécsiné Ács Sarolta: Kalocsa népművészete 1970, Kalocsa
- Eckert Irma: A kalocsai hímzés eredete és fejlődése 1935–36, Szegedi Füzetek
- Fejér Kati: Kalocsa Kincse